# جنوآ (ایلینوی)
جنوآ، ایلینوی (به انگلیسی: Genoa, Illinois) یک شهر در ایالات متحده آمریکا با جمعیت ۵٬۱۹۳ نفر است که در ایلی‌نوی واقع شده‌است.

## موقعیت جغرافیایی
موقعیت جغرافیایی شهرها و مناطق اطراف به شرح زیر است: